# Hans Wahlgren

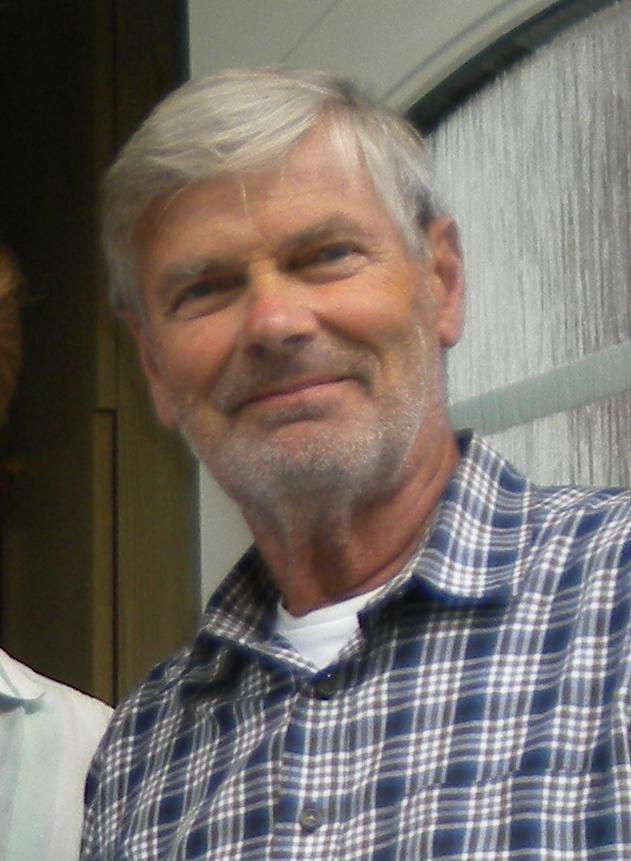
Hans Wahlgren (2012)

Hans Carl Gustav Wahlgren (* 26. Juni 1937 in Helsingborg; † 10. Mai 2024 in Stockholm) war ein schwedischer Schauspieler und Synchronsprecher.

## Leben
Hans Wahlgren wuchs als Sohn des Schauspieler-Ehepaares Ivar Wahlgren (1901–1983) und Nina Scenna (1907–1981) im südschwedischen Helsingborg auf.
Nach seinem Schulabschluss absolvierte er seine professionelle Schauspielausbildung bis Ende der 1950er-Jahre an einer Schauspielschule in Stockholm. Sein Filmdebüt gab er im Jahr 1959 in dem Film Die Hemmungslosen. Wahlgren wirkte als Schauspieler vor der Kamera in seiner fünfeinhalb Jahrzehnte lang andauernden Karriere von 1959 bis zum Jahr 2013 in mehr als 30 schwedischen Filmen und in Fernsehserien mit, darunter auch in zwei Filmen der Jönssonligan-Reihe (schwedische Neuverfilmungen der dänischen Olsenbande-Reihe). Als Bühnendarsteller wirkte er in mehreren Theaterstücken und Musicals an verschiedenen Theaterhäusern in ganz Schweden mit. Daneben spielte er auch an verschiedenen Provinztheatern, Kleinkunstbühnen und Privattheatern.
Er war auch als Synchronsprecher aktiv und lieh dabei in schwedischer Sprache verschiedenen Figuren seine Stimme, wie beispielsweise in Toy Story, Pokémon, Wallace & Gromit oder in Die Simpsons. Er sprach dabei auch verschiedene Computerspiele. Wahlgren trat gelegentlich auch als Parodist bzw. Stimmenimitator auf, wobei seine Imitation des Königs Carl XVI. Gustaf sich im Laufe der Jahre landesweit einer großen Beliebtheit erfreute.
Er war ab dem 22. Dezember 1962 bis zu seinem Tod mit der Schauspielerin Christina Schollin verheiratet. Das Ehepaar hatte drei Söhne und eine Tochter, darunter die Musikerin Pernilla Wahlgren und der Schauspieler Linus Wahlgren. Er hatte insgesamt sieben Enkelkinder, darunter die beiden Musiker Sebastian Ingrosso und Benjamin Ingrosso. Zwischen 2016 und seinem Tod trat er häufiger in Wahlgrens värld, der Reality-TV-Serie seiner Tochter Pernilla, auf.
Hans Wahlgren starb am 10. Mai 2024 im Alter von 86 Jahren in seinem langjährigen Wohnort Stockholm.

## Filmografie (Auswahl)
- 1959: Die Hemmungslosen (Raggare!)
- 1960: Goda vänner, trogna grannar
- 1963: Protest
- 1964: Henrik IV (Fernsehfilm)
- 1968: Der Himmel drückt ein Auge zu (Vindingevals)
- 1969: Die Verstoßene (Eva – den utstötta)
- 1969: Régi nyár (Fernsehfilm)
- 1970: Skräcken har 1000 ögon
- 1980: Mannen som blev miljonär
- 1971: Midsommardansen
- 1974–1975: Fran A till Ö (Fernsehserie, 26 Folgen)
- 1983: Spanska flugan (Fernsehfilm)
- 1992: Rederiet (Fernsehserie, 3 Folgen)
- 1999: Drei Freunde ...und Jerry (De tre vännerna och Jerry, Zeichentrickserie, 4 Folgen, Sprechrolle)
- 1999: Jönssonligan – Jakten pa Mjölner
- 2000: Jönssonligan – gar pa djupet
- 2002: Kärlek & lavemang (Fernsehfilm)
- 2013: Mord in Fjällbacka: Die Hummerfehde (Fjällbackamorden: Havet ger, havet tar, Fernsehfilm)